# Frederick Engelhardt
Frederick William „Fred” Engelhardt (ur. 14 maja 1879 w Nowym Jorku, zm. 25 lipca 1942 tamże) – amerykański lekkoatleta specjalizujący się w skoku w dal oraz w trójskoku, medalista olimpijski.
W 1904 reprezentował barwy Stanów Zjednoczonych na rozegranych w Saint Louis letnich igrzyskach olimpijskich, podczas których zdobył srebrny medal w trójskoku. Wystąpił również w finale skoku w dal, w którym zajął 4. miejsce.
Rekordy życiowe:
- skok w dal – 6,99 – Nowy Jork 21/08/1903,
- trójskok – 14,18 – Nowy Jork 07/09/1903.